# Eric Koreng
Eric Koreng (Stralsund, 16 de mayo de 1981) es un deportista alemán que compitió en voleibol, en la modalidad de playa.
Ganó una medalla de bronce en el Campeonato Europeo de Vóley Playa de 2007. Participó en los Juegos Olímpicos de Pekín 2008, ocupando el quinto lugar en el torneo masculino.

## Palmarés internacional
| Campeonato Europeo | Campeonato Europeo | Campeonato Europeo | Campeonato Europeo |
| Año                | Lugar              | Medalla            | Pareja             |
| ------------------ | ------------------ | ------------------ | ------------------ |
| 2007               | Valencia (España)  | Medalla de bronce  | David Klemperer    |